# NGC 2227
NGC 2227 è una galassia a spirale barrata di tipo morfologico SBc situata in direzione della costellazione del Cane Maggiore.  Si stima che si trovi a 93 milioni di anni luce dalla Via Lattea e abbia un diametro di circa 60.000 anni luce.
Nella stessa area celeste si trova anche la galassia NGC 2223.

## Scoperta
La galassia è stata scoperta il 27 gennaio 1835 dall'astronomo britannico John Herschel.
Una supernova di tipo la è stata osservata in NGC 2227: SN 1986O, è stata scoperta da Carlton Pennypacker il 24 dicembre 1986.